# Комолов Антон Ігорович
Антон Ігорович Комолов (нар.. 4 квітня 1976 року, Москва, Російська РФСР, СРСР) — російський радіо- і телеведучий розважальних програм, діджей, актор дубляжу, шоумен.

## Біографія
Народився 4 квітня 1976 року у Москві. До кінця 1990-х років проживав на вулиці Муси Джаліля (буд.5, корп.1, 1-й під'їзд). Весь ліфтової тамбур і вхідні двері на його поверсі були списані прихильницями. Здобувши популярність, ходив по району в насунутій на очі кепці і хмурився, коли його впізнавали.
Батько, Ігор Михайлович Комолов, був інженером, мати, Файля Ахметівна — філологом . Ще в ранньому дитинстві проявилися здібності хлопчика: в 3-річному віці його навчили читати, а до 6 років він вже прочитав такі твори, як оповідання Чехова і роман «Анна Кареніна».
У 10-11 класах навчався у фізико-математичній школі № 1180 (зараз — Школа № 1580). Потім вступив до МДТУ ім. М. Е. Баумана, який закінчив в 1999 році з кваліфікацією «Інженер за фахом САПР». Під час навчання в університеті Антон став учасником команди КВК МДТУ ім. Баумана, яка в 1997—1998 роках ставала переможцем Московської ліги КВК. У березні 2000 року Антону випала нагода зайняти почесне місце серед членів журі Вищої ліги.
У 1994 році за оголошенням прийшов працювати на « Радіо Максимум» як телефоніст і позаштатний кореспондент. Співпрацював з численними радіостанціями («Радіо Максимум», «Срібний дощ», «Радіо Класика», «Хіт FM», « Європа Плюс»).
На телебаченні вперше з'явився в 1997 році, дебютувавши як ведучий на BIZ-TV . У вересні 1998 року почав працювати на телеканалі «MTV Росія», де здобув популярність. Антон був ведучим програм «Велике кіно» разом з Яною Чуриковою та Playstation з Танею Геворкян. 5 липня 1999 року в ефірі починає виходити нове інтерактивне шоу «Бадьорий ранок», в якому склався знаменитий дует Антона Комолова і Ольги Шелест. Влітку 2001 року Антон продовжує спільну роботу з Ольгою Шелест вже над новою програмою — «Правило свердлика». Пізніше працював на різних телеканалах (див. нижче).
З 5 вересня 2011 року в парі з Оленою Абітаєвою працює ведучим «РАШ — РадіоАктивне Шоу» на радіостанції Європа Плюс (понеділок-п'ятниця, 20.00 — 22.00 години МСК) .

### Радіостанції
- 1994–1995 — «Радіо Максимум» — позаштатний кореспондент, телефоніст.
- 1995–1997 — «Срібний дощ» — ведучий новин.
- 1997–1999 — «Радіо Класика» — один з ведучих ранкового шоу «Піратський радіо».
- 1999–2001 — «Хіт-FM» — діджей.
- 2002–2007 — «Європа Плюс» — ранкове шоу «Тільки Так Шоу» (2002—2004) вечірнє ток-шоу «Повна Версія» (2004—2007).
- 2007–2011 — Радіо «Маяк»[4] — денний інформаційно-музичний канал, «No smoking show» (разом з Ольгою Шелест).
- 2011 — по теперішній час — «Європа Плюс» — вечірнє шоу «РАШ», співведучий.

### Телебачення
- 1997—1998 — BIZ-TV[5].
- 1998—2002 — MTV Росія — ведучий програм «Велике кіно» (разом з Яною Чуриковою), «PlayStation»[6] (разом з Тетяною Геворкян), «Бадьорий ранок» (разом з Ольгою Шелест)[7][8]. Ведучий і продюсер програми «Правило свердлика» (разом з Ольгою Шелест)[9].
- 2000—2003 — «Перший канал» — член журі Вищої ліги КВК[10].
- 2001 — член журі фестивалю КВК «Голосящий КіВіН 2001».
- 2002—2003 — телеканал ТВС — ведучий програм «Земля-Повітря»[11] і «Великий ремонт»[12][13][14][15], а також 1 випуск « Гасіть світло!» (11.12.2002)[16].
- 2003—2004 — телеканал «Росія» — ведучий ток-шоу «Коротке замикання»[17][18]. Член журі проєкту «Народний артист»[19].
- 2004—2006 — НТВ — ведучий програм "Сьогодні вранці "[20][21] та «Ціна Удачі»[22].
- 2007 — телеканал РЕН ТВ — повинен був стати ведучим ток-шоу «Про це: повний контакт», не пов'язаного з аналогічною програмою на старому НТВ (в парі з Олімпіадою Тетерич), але його вихід в ефір не відбувся[23].
- 2008 — телеканал «Звезда» — ведучий програми «Зоряний вечір з Антоном Комоловим та Ольгою Шелест»[24][25].
- 2010 — телеканал MTV Росія — ведучий програми «Покоління MTV. Ми любимо 90-ті» (разом з Ольгою Шелест)[26].
- 2010—2011 — телеканал ТВ3 — ведучий програми «Як це зроблено»[27].
- 2011 — телеканал РЕН ТВ — ведучий програми «Механічний апельсин»[28][29].
- 2012 — телеканал «Карусель» — ведучий програми «Олімпійці»[30].
- 2012—2015 — " Перший канал " — ведучий рубрики «Я живу! з Антоном Комоловим» у програмі «Вечірній Ургант»[31].
- 2013 — СТС, ведучий програми «Діти знають толк»[32][33].
- 2013 — ТНТ, ведучий лотереї «Країна грає в Квас Лото»[34].
- 2013—2014 — Пятница!, Ведучий програми "П'ятниця News «[35].
- 2014 року — Пятница!, Ведучий реаліті-шоу „Гонщики“[36].
- 2014—2015 — телеканал „Звезда“ — коментатор програми „Папа зможе?“.
- 2015—2016 — „Свіже повітря“, канал „Мама“, з Ольгою Шелест.
- 2017 — „Дієта для бюджету“, канал „Ю“[37].
- 2021 — „Гра в слова“, канал „Мир“.

### Участь в телепроєктах
- Тричі брав участь у телегрі „Сто до одного“ з Олександром Гуревичем :
  - одного разу брав участь у команді „Європа Плюс“: Костянтин Михайлов, Аркадій Джем, Юлія Сонячна і Максим Кочергін у випуску 16 грудня 2006 року
  - двічі брав участь в команді „Радіо Маяк“: Сергій Стіллавін, Катерина Гордон, Ольга Шелест і Геннадій Бачинський у випуску 23 грудня 2007 року
  - тричі брав участь в команді „Особи радіо“: Ольга Шелест, Сергій Стіллавін, Рита Митрофанова і Вадим Тихомиров у випуску 29 травня 2010 року

### Дублювання
- 2002 — Льодовиковий період — лінивець Сід[38][39]
- 2006 — Льодовиковий період 2: Глобальне потепління — лінивець Сід[40]
- 2009 — Рок-хвиля — Карл (Том Старрідж)[41]
- 2009 — Льодовиковий період 3: Ера динозаврів — лінивець Сід[42]
- 2012 — Льодовиковий період 4: Континентальний дрейф — лінивець Сід[43]
- 2015 — Норм та Незламні — полярний ведмідь Норм[44]
- 2016 — Льодовиковий період: Зіткнення неминуче — лінивець Сід[45]
- 2018 — Еволюція Черепашок-ніндзя — Донателло[46]
- 2020 — Соник в кіно — Їжак Соник[47]

### Інша діяльність
- 2000 — PR-менеджер у ВД „ГеймЛенд“[48] .
- З квітня 2001 року до червня 2002 року — PR-директор журналів „FHM“ та „Yes!“[48].
- З червня 2010 року — член правління WWF Росії[49].
- Разом з Ольгою Шелест озвучував рекламу iPhone 6. Від зйомок у телерекламі принципово відмовлявся, не бажаючи, щоб його ім'я і образ глядачі асоціювали з тим чи іншим товаром або рекламним образом[50].

### Книги
- Антон Комолов. Я ленивец. — М. : Альпина Паблишер, 2016. — 32 с. — (AnimalBooks. Занимательная зоология) — ISBN 978-5-9614-5642-4.

### Сім'я і особисте життя
- Виховує сина Андрія (нар. у листопаді 2006 року).
- сестра Антона — Катерина Комолова — фахівець в галузі PR і комунікацій, продюсерка.
- Антону багато разів приписували роман з його колегою Ольгою Шелест, однак це залишилося чутками[1] .

## Нагороди
- 1999 — премія „Стильні штучки“ як найстильніший телеведучий.
- 2001 — номінація на телепремію „ТЕФІ 2021“ в номінації „Найкращий ведучий розважальної програми“.
- 2000 — премія мас-медіа „Знак якості — 2000“ в номінації „Найкращий телеведучий“.
- Три номінації на премію „Радіоманія“ (2005, 2006, 2007).
- 2009 — премія „Радіоманія“ в номінації „Найкращі ведучі програми, шоу“ (разом з Ольгою Шелест).
- 2011 — премія „Персона“ Москва Media-2010» I Московського відкритого конкурсу журналістів «Москва Media».
- 2015 — номінація на премію «ТЕФІ» в номінації «Спортивна програма» (проєкт «Гонщики»).

## Визнання
У 2010 році ім'ям Антона Комолова названий новий вид найпростіших класу сонцевиків — Acanthocystis antonkomolovi .